# Sederhat, Arad
Sederhat este un sat ce aparține orașului Pecica din județul Arad, Crișana, România. Prima atestare documentară a localității datează din anul 1913.